# Š
Š (gemenform: š) är den latinska bokstaven S diakritiserat med en háček (hake). Bokstaven används i bland annat lakota, estniska, finska, karelska, vepsiska, samiska, bosniska, litauiska, kroatiska, slovenska, lettiska, tjeckiska, slovakiska, serbiska, makedonska, nordsotho, romani chib och songhaispråk. Den uttalas i de flesta europeiska språk /ʃ/ (IPA). Den turkiska bokstaven Ş representerar samma ljud. Det slovakiska uttalet är dock /ʂ/. Dess kyrilliska motsvarighet är Ш.

## Datoranvändning
I Windows med svenskt tangentbord får man versalt Š genom att hålla nere den vänstra ALT-tangenten samtidigt som man skriver 0138 med siffertangenterna. För gement š skriver man 0154.